# Métrologie optique
La métrologie optique est le domaine des mesures effectuées grâce aux propriétés de la lumière. Parmi les différents types de métrologies, la métrologie optique et photonique a pour avantage de fournir des résultats rapides du fait de la vitesse de propagation de la lumière et la possibilité d'effectuer la mesure sans contact. La métrologie optique permet entre autres de quantifier des distances, des déformations, des déplacements, etc. mais aussi les mesures des propriétés optiques mêmes d'un système ou de matériaux, comme les mesures d'indice, mesures de luminance, de longueur d'onde, etc.
On distingue les mesures utilisant des cibles optiques placées sur le sujet, des mesures utilisant du traitement d'image à partir d'images ou de vidéos du sujet. Alors que les cibles optiques sont largement utilisées depuis le milieu des années 1990, la deuxième méthode restait encore expérimentale au milieu des années 2000.

## Radiométrie
La radiométrie est le domaine de la métrologie optique consacré à la mesure des radiations dont la longueur d'onde est comprise entre 0,1 µm et 1 000 µm. La radiométrie peut être restreinte à l'ensemble des mesures couvrant la lumière telle que perçue par l'œil humain, qu'on appelle photométrie : les mesures de radiations en photométrie sont en général pondérées par la réponse spectrale de l'œil humain. De ce fait les unités de mesure radiométriques et photométriques sont sensiblement différentes et le domaine de longueur d'onde couvert par la photométrie est bien plus restreint, n'allant que de 360 à 830 nm par convention.
La radiométrie est surtout employée pour des mesures d'énergie : performances de sources lumineuses, bilan de flux sur un détecteur, puissance irradiées. Ce sont aussi des mesures radiométriques qui permettent de déterminer des réflectivités, transmission, absorption, par comparaison de l'énergie envoyée et l'énergie détectée.
La photométrie, par sa restriction au domaine visible, permet de transposer ces données à ce qu'un humain pourrait voir. L'application de la photométrie s'étend aux éclairages, aux systèmes de vision améliorée, etc.
Une branche de la photométrie concerne plus précisément les couleurs. C'est la colorimétrie qui est la métrologie des couleurs. Ce domaine n'est pas que de la métrologie ; la colorimétrie consiste non seulement à pouvoir mesurer des couleurs mais aussi à en standardiser la définition, et optimiser leur transposition quel que soit le support par exemple.

## Mesure laser par cible optique
De tels systèmes permettent de par la précision du laser de réaliser des contrôles d'alignement, de rectitude, de niveau, d'angles (collimateur, autocollimateur), d'épaisseur, d'apparence, de déplacement, de vibrations.

## Stéréoscopie
Le principe est de modéliser des mouvements, généralement d'êtres humains, pour obtenir un certain réalisme dans des domaines tels que les effets spéciaux au cinéma, les jeux vidéo, les animations virtuelles, etc. Le principe le plus commun est d'utiliser des marqueurs et des caméras stéréoscopiques (stéréovision passive), ou d'utiliser un quadrillage laser pour illuminer le sujet et déterminer son déplacement à l'aide de caméras (stéréovision active),.

## Interféromètrie
Un interféromètre est utilisé pour vérifier la planéité ou la sphéricité de surfaces optiques.

## Déflectométrie à décalage de phase
Le déflectomètre à décalage de phase est un outil qui permet le contrôle des défauts d'aspect et de qualité de surface des matériaux transparents et réfléchissants. La méthode est applicable à une grande variété de secteurs industriels comme l'optique (lentilles, lentilles intra-oculaires et implants ophtalmiques, lentilles saphir et verres de lunettes), l'automobile, l'aéronautique (aspect de la carrosserie ou du fuselage, pare-brise, hublots et vitrage divers), mais aussi la papeterie, l'industrie du cuir ou la cosmétologie. Le principe de la déflectométrie à décalage de phase est l'analyse de la déformation d'un motif parfait reflété (surfaces réfléchissantes) ou déformé (surfaces transparentes) par la surface à contrôler. Pour la réflexion, il est basé sur la loi de Snell-Descartes.

## Microscopie optique
Le microscope optique permet la mesure d'objets de dimension micrométrique, en 2D ou en 3D tels les microscopes OCT (Optical cohérence Tomographie).

## Ombroscopie
Visualisation des gradients transverses de l'indice du milieu traversé. Le faisceau incident est globalement dévié par les gradients transverses moyens. La structure du faisceau transmis est modifiée par les inhomogénéités de ces gradients. L'éclairement relatif sur l'ombre portée est proportionnelle à la dérivée seconde des gradients transverses de la densité traversée (m-2). L'ombroscopie est une des techniques les plus simples de visualisation. Les modulations de l'éclairement d'un écran, dues aux variations de l'indice (causées par des variations de densité, elles-mêmes dues à des variations de pression ou de température) peuvent être interprétées comme l'intersection de caustiques, et, dans certaines conditions, peuvent conduire à des résultats quantitatifs.

## Strioscopie
Similaire à l'ombroscopie, la strioscopie visualise les gradients d'indice optique dans le milieu traversé mais cette méthode mesure l'éclairement relatif qui est proportionnel à la dérivée première de l'indice optique selon la direction du couteau. Les réalisations expérimentales peuvent être complexes mais avec une strioscopie orientée arrière-plan et de l'analyse d'image, un champ de vision non limité par la taille des éléments optique est possible.